# Central nuclear de Kashiwazaki-Kariwa

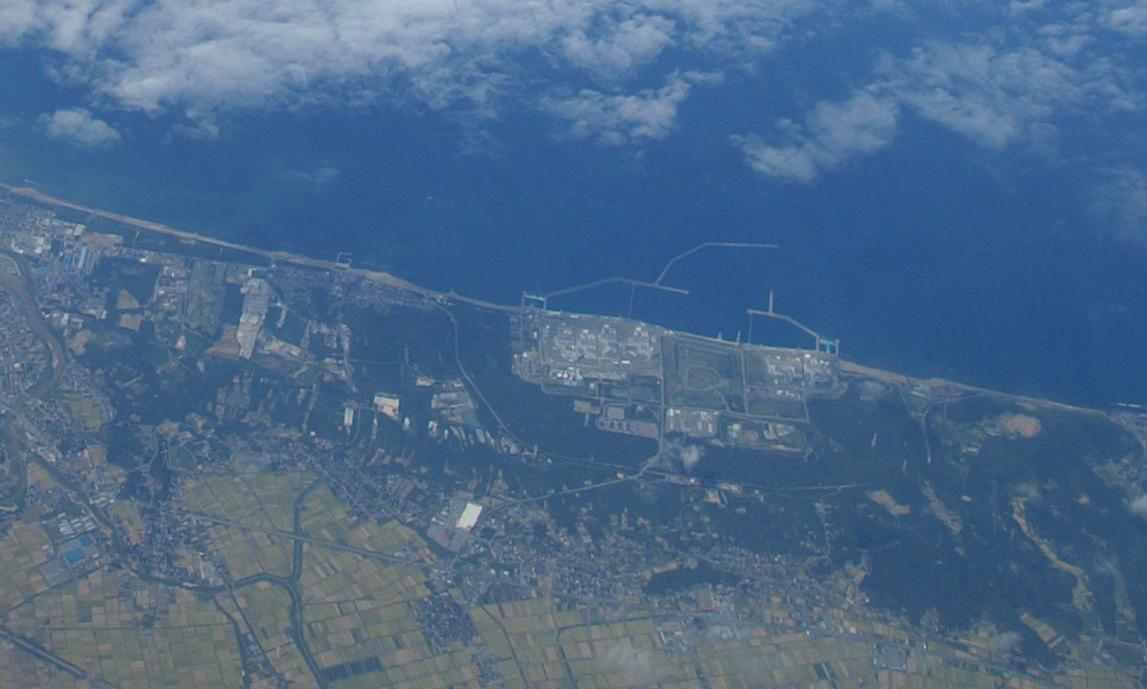
Vista aérea de la planta, el área de control de desechos se ve claramente apuntando hacia el océano.

La central nuclear de Kashiwazaki-Kariwa (柏崎刈羽原子力発電所 Kashiwazaki-Kariwa genshiryoku-hatsudensho?,  Kashiwazaki-Kariwa NPP) es una relativamente moderna planta de energía nuclear localizada en los pueblos de Kashiwazaki y Kariwa, en la prefectura de Niigata, Japón. Su dueño y operador es The Tokyo Electric Power Company, que es la tercera empresa eléctrica más grande en el mundo.

## Descripción
Según su tasa de energía eléctrica neta, es la planta nuclear más grande del mundo, con una salida de 8,212 MW. Es capaz de proveer de electricidad a 16 millones de hogares, que sobre el total de 47 millones de hogares existentes en Japón por el censo nacional (véase Demografía de Japón), hace que esta central sea muy importante en el mercado eléctrico japonés.
Es la cuarta estación generadora de electricidad por tamaño, del mundo, sólo superada por las tres plantas hidroeléctricas como de la Presa de las Tres Gargantas de China, la de Itaipú entre Brasil y Paraguay, y la del Guri en Venezuela. Esta central resistió parcialmente, con fallas, un importante terremoto que ha sido denominado como terremoto de la costa de Chūetsu de 2007. La empresa fue admitiendo con el transcurrir del tiempo, y de manera reticente, el vertimiento accidental de miles de litros de desechos radiactivos líquidos como agua radiactiva, aceite radiactivo y toneladas de contenedores de "basura radiactiva".
En el 2011 fue pausada para hacer comprobaciones de seguridad. TEPCO (Tokio Electric Power Company) prevé que se vuelva a abrir en 2019.

## Reactores
Posee siete unidades, unidas a lo largo de una línea costera. El numerado comienza con la Unidad 1 al extremo sur hasta la Unidad 4, luego sigue un amplio espacio verde y luego viene la Unidad 5, y continua con las Unidades 6 y 7, el más nuevo de sus reactores.
|                                      | KK - 1                   | KK - 2                   | KK - 3                 | KK - 4                  | KK - 5                   | KK - 6                 | KK - 7                  |
| ------------------------------------ | ------------------------ | ------------------------ | ---------------------- | ----------------------- | ------------------------ | ---------------------- | ----------------------- |
| Tipo de Reactor                      | BWR                      | BWR                      | BWR                    | BWR                     | BWR                      | ABWR                   | ABWR                    |
| Potencia neta (MW)                   | 1,067                    | 1,067                    | 1,067                  | 1,067                   | 1,067                    | 1,315                  | 1,315                   |
| Potencia bruta (MW)                  | 1,100                    | 1,100                    | 1,100                  | 1,100                   | 1,100                    | 1,356                  | 1,356                   |
| Comienzo de las construcciones       | 5 de junio de 1980       | 18 de noviembre de 1985  | 7 de marzo de 1989     | 5 de marzo de 1990      | 20 de junio de 1985      | 3 de noviembre de 1992 | 1 de julio de 1993      |
| Fin de las construcciones            | 13 de febrero de 1985    | 8 de febrero de 1990     | 8 de diciembre de 1992 | 21 de diciembre de 1993 | 12 de septiembre de 1989 | 29 de enero de 1996    | 17 de diciembre de 1996 |
| Primera Criticalidad                 | 18 de septiembre de 1985 | 28 de septiembre de 1990 | 11 de agosto de 1993   | 11 de agosto de 1994    | 10 de abril de 1990      | 7 de noviembre de 1996 | 2 de julio de 1997      |
| Costos de instalación (1,000 yen/kW) | 330                      | 360                      | 310                    | 310                     | 420                      | 310                    | 280                     |
| Constructora                         | Toshiba                  | Toshiba                  | Toshiba                | Hitachi                 | Hitachi                  | Hitachi/Toshiba/GE     | Hitachi/Toshiba/GE      |

Los costos de las instalaciones por unidades en este tipo de sitio reflejan bien las tendencias generales en costos de plantas nucleares. Los costos del capital se incrementaron en los 1980s, y actualmente han disminuido. Las dos últimas dos unidades son las primeras unidades de ABWR.